# سد پوکلارو
سد پوکلارو (به اسپانیایی: Puclaro Dam) یک سد در شیلی است.